# Porträtt av Louis-François Bertin
Porträtt av Louis-François Bertin (franska: Portrait de Louis-François Bertin eller Bertin l’aîné (1766–1841), fondateur et rédacteur en chef du Journal des Débats politiques et littéraires) är en oljemålning av den franske konstnären Jean-Auguste-Dominique Ingres. 
Den målades 1832, ställdes ut på Parissalongen 1833 och kom i franska statens ägo 1897. Idag ingår den i Louvrens samlingar i Paris.
Ingres var nyklassicist och målade helst mytologiska och historiska motiv. Trots att han uttryckte sig ogillande om porträttmåleri är det kanske just denna inriktning han hade stört fallenhet för. Därtill var det hans främsta inkomstkälla. Faktum är att Ingres var en av de sista stora porträttmålarna; ett yrke som kort därefter skulle ersättas med fotografen. Målningen påminner om ett ateljéfotografi där Bertin sitter på en enkel stol mot en diskret fond.
Louis-François Bertin (1766–1841) var en fransk tidningsman, grundare av Journal des débats och sinnebilden för den liberala borgarklassen och etablissemanget. Han är omkring 65 år och efter många år i politisk opposition hade han efter julirevolutionen 1830 fått kungligt stöd av den likasinnade Ludvig Filip I av Frankrike. 